# Ar-Rajjan
Ar-Rajjan (arab. الريان) – miasto w Katarze; 827 tys. mieszkańców (2020); stolica prowincji o tej samej nazwie. Drugie co do wielkości miasto kraju.

## Sport
- Al-Rajjan SC – klub piłkarski
- Gazetteer